# Cantonul Chennevières-sur-Marne
Cantonul Chennevières-sur-Marne este un canton din arondismentul Nogent-sur-Marne, departamentul Val-de-Marne, regiunea Île-de-France, Franța.

## Comune
| Comune                 | Populație (1999) | Cod poștal | Cod INSEE |
| ---------------------- | ---------------- | ---------- | --------- |
| Chennevières-sur-Marne | 17 837           | 94 430     | 94 019    |